# Русские в Египте
Русские — национальное меньшинство в Египте.
Формирование диаспоры русских в стране началось в конце XIX века. Русское генеральное консульство в 1881 году сообщало, что в Египте проживают 108 подданных государства. Спустя 16 лет их численность возросла до более чем 3 000 человек (в основном из-за евреев, покидавших страну после покушения на Александра II, в результате которого император погиб). Евреев привлекали наличие многочисленной национальной общины в Египте, транспортная доступность (наличие пароходных рейсов до Александрии) и режим капитуляций, под действие которого граждане Российской империи попадали после победы армии их государства над турками в войне 1768—1774 годов.
В 1917 году, согласно сведением проведённой тогда переписи населения, численность русских достигла 4225 человек. Весной 1920 года в Египет эмигрировали 4350 беженцев из Российской империи, преимущественно имевшие болезни или ранения военные, которые служили в Добровольческой армии и работники госпиталей.
Посольство России в Египте в 2007 году сообщало о том, что в стране живут 12 000—14 000 человек, а по данным на 2010 год оценивало численность русских в 20 000—25 000 человек, от которых 3/4 составляли русские супруги граждан Египта.
Координационный совет организаций российских соотечественников сообщал о том, что численность русских в стране — свыше 50 000 человек.